# (3628) Božněmcová
(3628) Božněmcová, conegut provisionalment com a WD 1979, és un asteroide del cinturó principal amb un període orbital d'1,477 dies (4,04 anys). L'asteroide va ser descobert al Kleť Observatory txec el 25 de novembre de 1979, i anomenat en la memòria de Božena Němcová (1820–1862), una escriptora txeca, autora del conegut llibre L'àvia.
(3628) Božněmcová és l'asteroide més conegut del grup rar dels asteroides de tipus O. El seu espectre que millor s'adapta a les de la L6 i LL6 ordinàries són dels meteorits de tipus condrita.